# Nebria nivalis
Nebria nivalis es una especie de escarabajo del género Nebria, familia Carabidae. Fue descrita por Paykull en 1790.
De distribución holártica, en el Neártico solo en Alaska y el oeste de Canadá. Se encuentra principalmente en Escandinavia y el norte de Rusia; es raro en las islas británicas, donde se encuentra en lugares aislados de tierras altas en el norte de Gales, el norte de Inglaterra, Escocia y el oeste de Irlanda.
En Escandinavia, N. nivalis se encuentra casi exclusivamente en los márgenes de los campos de nieve. En los montes Cairngorms se ha observado alimentándose en la nieve, especialmente de noche.